# Rivière Lanigan
Pour les articles homonymes, voir Lanigan.
La rivière Lanigan coule dans la municipalité de Saint-Odilon-de-Cranbourne, dans la municipalité régionale de comté (MRC) de Beauce-Centre, dans la région administrative de Chaudière-Appalaches, au Québec, au Canada.
La rivière Lanigan est un affluent de la rive sud de la rivière Etchemin laquelle coule vers le nord pour se déverser sur la rive sud du fleuve Saint-Laurent.

## Géographie
Les principaux bassins versants voisins de la rivière Lanigan sont :
- côté nord : rivière Etchemin ;
- côté est : décharge du lac Etchemin, rivière Etchemin, rivière à la Raquette (rivière Famine) ;
- côté sud : rivière des Plante, rivière Cumberland, rivière Flamand (Les Etchemins) ;
- côté ouest : rivière Viveine, rivière des Plante, rivière Calway.

La rivière Lanigan tire sa source au Neuvième Rang du canton de Cranbourne, dans la municipalité de la paroisse de Saint-Odilon-de-Cranbourne. Cette source est située à 4,9 km au nord-ouest du centre du village de Saint-Benjamin et au sud-est du centre du village de Saint-Odilon-de-Cranbourne.
À partir de sa source, la rivière Lanigan coule en zone forestière sur 11,5 km répartis selon les segments suivants :
- 2,4 km vers le nord-est, jusqu'à la route Langevin, soit la route 275 ;
- 4,9 km vers le nord-est, jusqu'à la décharge du Lac Lanigan ;
- 3,0 km vers le nord, en serpentant et en coupant le 8e Rang Est, jusqu'à la route du 6e Rang Est, soit la route 276 ;
- 1,2 km vers le nord, jusqu'à sa confluence.

La rivière Lanigan se jette dans un coude de rivière sur la rive sud de la rivière Etchemin qui forme une grande courbe vers l'ouest dans ce secteur. La confluence de la rivière Lanigan est située à 3,9 km (ou à 1,2 km, en ligne directe) en amont de la confluence de la rivière Viveine et à 2,3 km (ou 1,1 km en ligne directe) en aval de la confluence de la décharge du lac Etchemin.

## Toponymie
Selon une hypothèse, une déformation phonétique du terme "Elgin" (prononcé en anglais "La Nelgin" ou "La Nélgin") expliquerait l'origine du nom de la rivière. Le terme "Lanigan" constitue un patronyme attesté au Québec dès le milieu du XIXe siècle.
Le toponyme "rivière Lanigan" a été officialisé le 5 décembre 1968 à la Commission de toponymie du Québec.